# 리비아 해군

1977-2011

리비아 해군(아랍어: القوات البحرية الليبية Al-Quwwāt al-Bahriyya al-Lībiyya[*], 이탈리아어: Marina Militare Libica)은 1962년 11월에 창설된 리비아의 군사 기관이다. 리비아와 리비아 과도국가위원회의 해상 방위를 책임지고 있다. 초창기 명칭은 왕립 리비아 해군(이탈리아어: Real Marina Libica)이었고, 첫 번째 전함은 1966년에 진수되었다. 지금의 명칭은 1969년에 무아마르 카다피가 국왕 이드리스 1세를 폐위시키고 나서 바꾼 것이다.
리비아 내전 동안, 리비아 해군은 5월 20일 전날 밤에 8척의 함선이 파괴당한 것을 포함한, 군력의 일부가 NATO에 의해 파괴당했다.